# Sphaerodactylus parkeri
Sphaerodactylus parkeri este o specie de șopârle din genul Sphaerodactylus, familia Gekkonidae, descrisă de Grant 1939. Conform Catalogue of Life specia Sphaerodactylus parkeri nu are subspecii cunoscute.